# Georges Colombier
Pour les articles homonymes, voir Colombier.
Georges Colombier, homme politique français, né le 8 mars 1940 à Jallieu (Isère).

## Biographie
Il est réélu député au premier tour le 10 juin 2007, pour la XIIIe législature (2007-2012), dans la circonscription de l'Isère (7e). Il fait partie du groupe UMP.

## Mandats
- 14/03/1965 - 13/03/1971 : Adjoint au maire de Meyrieu-les-Étangs (Isère)
- 14/03/1971 - 31/12/1972 : Adjoint au maire de Meyrieu-les-Étangs (Isère)
- 01/01/1973 - 12/03/1977 : Maire de Meyrieu-les-Étangs (Isère)
- 13/03/1977 - 05/03/1983 : Maire de Meyrieu-les-Étangs (Isère)
- 01/07/1982 - 22/03/1985 : Membre du Conseil général de l'Isère (Canton de Saint-Jean-de-Bournay)
- 14/03/1983 - 12/03/1989 : Maire de Meyrieu-les-Étangs (Isère)
- 22/03/1985 - 26/03/1992 : Membre du Conseil général de l'Isère (Canton de Saint-Jean-de-Bournay)
- 22/03/1985 - 07/10/1988 : Vice-Président du Conseil général de l'Isère
- 02/04/1986 - 14/05/1988 : Député
- 13/06/1988 - 01/04/1993 : Député
- 07/10/1988 - 26/03/1992 : Vice-Président du Conseil général de l'Isère
- 19/03/1989 - 18/06/1995 : Maire de Meyrieu-les-Étangs (Isère)
- 27/03/1992 - 23/03/1998 : Membre du Conseil général de l'Isère (Canton de Saint-Jean-de-Bournay)
- 03/04/1992 - 01/02/1996 : Vice-Président du Conseil général de l'Isère
- 02/04/1993 - 21/04/1997 : Député
- 25/06/1995 - 18/03/2001 : Maire de Meyrieu-les-Étangs (Isère)
- 01/09/1996 - 23/03/1998 : Vice-Président du Conseil général de l'Isère
- 01/06/1997 - 09/06/2002 : Député
- 19/06/2002 - 17/06/2007 : Député

Mandats au 18/06/2007 :
- Membre du Conseil général de l'Isère ((Canton de Saint-Jean-de-Bournay)).
- Député de la 7e circonscription de l'Isère.

### Domaine diplomatique
Il est membre du groupe d'études sur le problème du Tibet de Assemblée nationale.